# سيرافيم روز
سيرافيم روز (13 أغسطس 1934 - 2 سبتمبر 1982)، المعروف أيضًا باسم سيرافيم البلاتيني، كان هيرومونكًا أمريكيًا للكنيسة الأرثوذكسية الروسية خارج روسيا والذي شارك في تأسيس دير القديس هيرمان من ألاسكا في بلاتينا، كاليفورنيا. قام بترجمة النصوص المسيحية الأرثوذكسية الشرقية وقام بتأليف العديد من الأعمال (بعضها يعتبر جدلياً). كان لكتاباته الفضل في المساعدة على نشر المسيحية الأرثوذكسية الشرقية في جميع أنحاء الغرب. امتدت شعبيته بالتساوي إلى روسيا نفسها، حيث تم إعادة إنتاج أعماله وتوزيعها سرًا بواسطة ساميزدات خلال الحقبة الشيوعية، وظلت شعبية حتى اليوم.
أدت معارضة روز للمشاركة الأرثوذكسية الشرقية في الحركة المسكونية ودفاعه عن "تعليم تحصيل الرسوم" المثير للجدل، إلى دخوله في صراع مع بعض الشخصيات البارزة في الأرثوذكسية في القرن العشرين، ولا يزال مثيرًا للجدل في بعض الأوساط حتى بعد وفاته المفاجئة بسبب اضطراب معوي غير مشخص في عام 1982. على الرغم من أنه لم يتم تقديسه رسميًا من قبل أي سينودوس، إلا أن العديد من المسيحيين الأرثوذكس الشرقيين يكنون له تقديرًا كبيرًا، ويكرمونه في الأيقونات والطقوس والصلاة.
دير روز حاليًا تابع للكنيسة الأرثوذكسية الصربية ويواصل عمله في النشر والنشاط التبشيري الأرثوذكسي الشرقي.